# Захави, Эран
Эран Захави (ивр. ערן זהבי‎; род. 25 июля 1987, Ришон-ле-Цион, Израиль) — израильский футболист, нападающий клуба «Маккаби» (Тель-Авив). Выступал в сборной Израиля. Трижды признавался футболистом года в Израиле (2014, 2015, 2024). Является лучшим бомбардиром в истории сборной.

## Карьера

### В клубах

#### «Хапоэль»

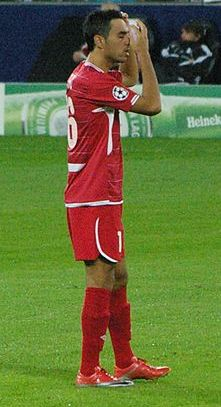
Захави в тель-авивском «Хапоэле» (18 августа 2010)

Эран — воспитанник тель-авивского «Хапоэля», перешёл во взрослую команду в сезоне 2006/07, тогда же был отдан в аренду в «Хапоэль» из Рамат-ха-Шарона, выступавший в Лиге Леумит, где и состоялся его профессиональный дебют. Отыграв во второй по значимости лиге страны полтора сезона, Захави вернулся в стан «Красных Дьяволов», где стал игроком основы.
В сезоне 2009/10 «Хапоэль» оформил «золотой дубль», а «золотой гол» в чемпионате на второй компенсированной минуте встречи последнего тура против иерусалимского «Бейтара» (2:1) забил Захави, что позволило в итоге опередить по разнице мячей в борьбе за первый за десять лет титул хайфский «Маккаби». В сезоне 2010/11 клуб финишировал вторым, но вновь взял Кубок, а Захави стал лучшим ассистентом лиги с 13 передачами. Также в том сезоне Эран запомнился голом через себя в ворота лионского «Олимпика» в матче группового этапа Лиги чемпионов.

#### «Палермо»
Сезон 2011/12 Захави начал в итальянском «Палермо», с которым подписал пятилетний контракт. Президент клуба Маурицио Дзампарини сравнил своё приобретение с Хавьером Пасторе и Йосипом Иличичем, а также высказал мнение, что Захави — это большой талант и он лучше, чем Антонио Кассано. Пропустив начало сезона 2012/13 из-за травмы, 21 января Захави вернулся в Тель-Авив, заключив контракта на 3,5 года с местным «Маккаби». Этот и следующий сезон стали для «Маккаби» чемпионскими, при этом в сезоне 2013/14 Захави стал лучшим бомбардиром чемпионата и игроком года в Израиле.

#### «Маккаби»
3 ноября 2014 года в тель-авивском дерби Захави подвергся нападению болельщика «Хапоэля». На 33-й минуте матча, при счёте 1:1 (до этого Эран на 22-й минуте с пенальти сравнял счёт), на поле выбежал фанат «Хапоэля», который начал драку с Захави. После того, как хулигана задержали, судья показал игроку красную карточку, а на поле и на трибунах начались массовые беспорядки, из-за которым матч пришлось закончить досрочно, а для израильского футбола эти события были признаны национальными СМИ «ночью позора». Израильская футбольная ассоциация не стала дисквалифицировать игрока, но и не аннулировала полученную им красную карточку, что, согласно регламенту, не дало ему возможности принять участие в следующем матче чемпионата против «Маккаби» из Нетании. По итогам сезона тель-авивский «Маккаби» оформил «золотой дубль», а Захави вновь стал лучшим бомбардиром чемпионата и игроком года в стране. При этом в 2014 году Захави забил в играх чемпионата Израиля 35 мячей, что лишь на три мяча меньше, чем у Криштиану Роналду, который с 38 голами за «Реал Мадрид» в чемпионате Испании стал лучшим по этому показателю игроком года в мире. Также Захави в 2014 году удалось отличиться в 17 играх чемпионата страны подряд (с гостевой встречи дерби 26 апреля против тель-авивского «Хапоэля» по домашний матч 21 декабря против «Маккаби» из Петах-Тиквы), что всего на четыре матча меньше мирового рекорда Лионеля Месси, причём прерванный из-за беспорядков 3 ноября матч с «Хапоэлем», где Эран также отметился голом, в этой серии не учтён. С учётом всех официальных игр за клуб и сборную в 2014 году Захави с 42 голами стал пятым бомбардиром мира, поделив это место с Евгением Кабаевым из эстонского «Калева».

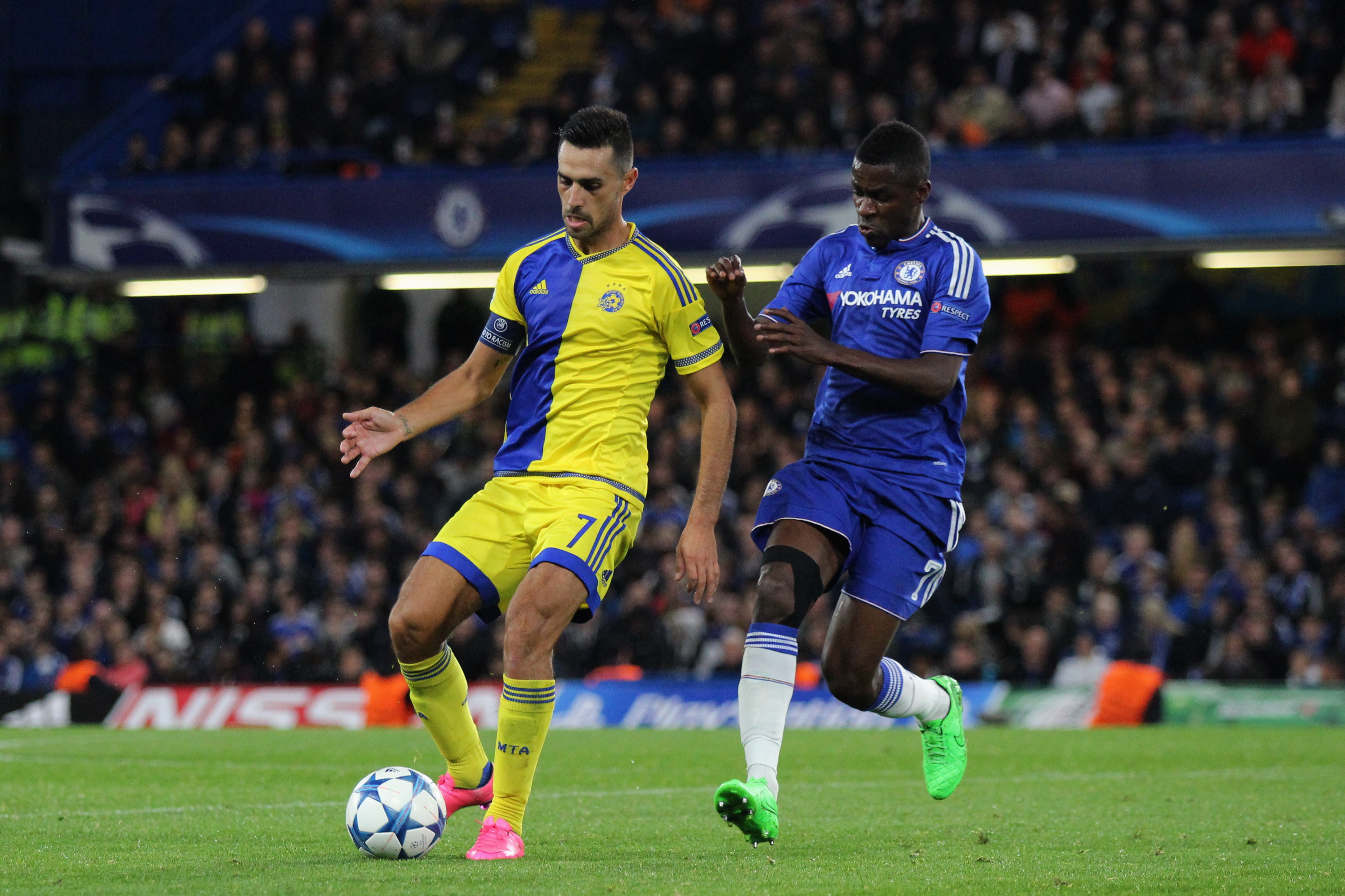
Эран Захави (с мячом) в игре против «Челси» (16 сентября 2015)

В первых четырёх квалификационных встречах Лиги чемпионов 2015/16 Захави отметился тремя дублями в ворота «Хибернианс», пльзеньской «Виктории» и «Базеля», став с шестью голами промежуточным лидером бомбардирской гонки турнира. После дубля Захави 22 августа в матче первого тура чемпионата Израиля 2015/16 против «Бней Сахнина» генеральный менеджер «Маккаби» Йорди Кройф назвал Эрана одним из лучших приобретений в истории клуба. 25 августа Захави сравнял счёт в ответном квалификационном матче Лиги чемпионов с «Базелем» (1:1), что позволило израильтянам пройти в групповой этап турнира впервые после сезона 2004/05, а главный тренер швейцарцев Урс Фишер сказал, что Эран в одиночку побил его клуб в обоих матчах. С семью голами Захави стал лучшим бомбардиром квалификационного раунда Лиги чемпионов. Однако на групповом этапе «Маккаби» проиграл все шесть матчей и забил всего один гол: в домашней игре с «Порту» Эран реализовал пенальти, который сам же и заработал (1:3). 11 апреля в матче с «Бейтаром» Захави отметился дублем, это были его 30-й и 31-й голы в сезоне, а до этого рекордом чемпионата являлся результат в 30 мячей за сезон, что удалось Ниссиму Эльмалиаху в сезоне 1954/55. Всего по итогам того чемпионата на счету Захави оказалось 35 забитых мячей, что позволило ему в третий раз подряд стать лучшим бомбардиром турнира, но в отличие от сезонов 2013/14 и 2014/15 это достижение не было подкреплено званиями чемпиона и лучшего игрока страны.
После назначения в мае 2016 года на пост главного тренера амстердамского «Аякса» Петера Боса, который заканчивал сезон в качестве наставника «Маккаби», ожидалось, что он позовёт Захави вслед за собой. 9 июня 2016 года сообщалось о том, что главный тренер только что покинувшего английскую Премьер-лигу «Ньюкасла» Рафаэль Бенитес заинтересован в услугах Захави, но наиболее вероятным претендентом на него считался китайский клуб «Гуанчжоу Фули», предложивший «Маккаби» 8 млн €, а самому игроку за 2,5 года контракта 12,5 млн €, не считая подъёмных в размере 5 млн €. В итоге, Эран перешёл в «Гуанчжоу», а сумма его трансфера стала рекордной для израильского чемпионата.

#### «Гуанчжоу Фули»
В составе «Гуанчжоу» Захави дебютировал 2 июля 2016 года, выйдя на замену в матче чемпионата Китая против «Сицзячжуан Эвер Брайт» на 60-й минуте, и уже на 76-й минуте он забил свой первый гол за новый клуб.
В декабре 2016 года сообщалось об интересе к футболисту со стороны другого китайского клуба «Шаньдун Лунэн», предлагавшего за него 20 млн $. 24 января 2017 года Захави переподписал контракт с «Гуанчжоу», согласно которому будет выступать за клуб до конца сезона 2020 года и получать по 7 млн $ в год. За 5 сезонов выступлений в Китае дважды ставал лучшим бомбардиром чемпионата в 2017 и 2019 годах.

#### ПСВ
В сентябре 2020 года перешёл в нидерландский ПСВ, заключив с клубом двухлетний контракт

### В сборной
В 2008 году Захави вызывался в молодёжную сборную Израиля, был в запасе на отборочный матч Евро 2009 против сверстников из Германии, но на поле ни разу не выходил.
2 сентября 2010 года Эран дебютировал в составе главной сборной страны, выйдя в стартовом составе на матч отборочного турнира к Евро 2012 против Мальты (3:1). Первый гол Захави за сборную пришёлся на отборочный матч чемпионата мира 2014 года против России (1:3).

#### Матчи и голы за сборную
| Матчи и голы Эрана Захави за сборную Израиля | Матчи и голы Эрана Захави за сборную Израиля | Матчи и голы Эрана Захави за сборную Израиля | Матчи и голы Эрана Захави за сборную Израиля | Матчи и голы Эрана Захави за сборную Израиля | Матчи и голы Эрана Захави за сборную Израиля | Матчи и голы Эрана Захави за сборную Израиля |
| -------------------------------------------- | -------------------------------------------- | -------------------------------------------- | -------------------------------------------- | -------------------------------------------- | -------------------------------------------- | -------------------------------------------- |
| №                                            | Дата                                         | Оппонент                                     | Счёт                                         | Голы Захави                                  | Соревнование                                 |                                              |
| 1                                            | 2 сентября 2010                              | Мальта                                       | 3:1                                          | —                                            | Отборочные матчи ЧЕ-2012                     |                                              |
| 2                                            | 7 сентября 2010                              | Грузия                                       | 0:0                                          | —                                            | Отборочные матчи ЧЕ-2012                     |                                              |
| 3                                            | 17 ноября 2010                               | Исландия                                     | 3:2                                          | —                                            | Товарищеский матч                            |                                              |
| 4                                            | 9 февраля 2011                               | Сербия                                       | 0:2                                          | —                                            | Товарищеский матч                            |                                              |
| 5                                            | 4 июня 2011                                  | Латвия                                       | 2:1                                          | —                                            | Отборочные матчи ЧЕ-2012                     |                                              |
| 6                                            | 10 августа 2011                              | Кот-д’Ивуар                                  | 3:4                                          | —                                            | Товарищеский матч                            |                                              |
| 7                                            | 2 сентября 2011                              | Греция                                       | 0:1                                          | —                                            | Отборочные матчи ЧЕ-2012                     |                                              |
| 8                                            | 6 сентября 2011                              | Хорватия                                     | 1:3                                          | —                                            | Отборочные матчи ЧЕ-2012                     |                                              |
| 9                                            | 29 февраля 2012                              | Украина                                      | 2:3                                          | —                                            | Товарищеский матч                            |                                              |
| 10                                           | 26 мая 2012                                  | Чехия                                        | 1:2                                          | —                                            | Товарищеский матч                            |                                              |
| 11                                           | 31 мая 2012                                  | Германия                                     | 0:2                                          | —                                            | Товарищеский матч                            |                                              |
| 12                                           | 26 марта 2013                                | Северная Ирландия                            | 2:0                                          | —                                            | Отборочные матчи ЧМ-2014                     |                                              |
| 13                                           | 2 июня 2013                                  | Гондурас                                     | 2:0                                          | —                                            | Товарищеский матч                            |                                              |
| 14                                           | 7 сентября 2013                              | Азербайджан                                  | 1:1                                          | —                                            | Отборочные матчи ЧМ-2014                     |                                              |
| 15                                           | 10 сентября 2013                             | Россия                                       | 1:3                                          | 1                                            | Отборочные матчи ЧМ-2014                     |                                              |
| 16                                           | 11 октября 2013                              | Португалия                                   | 1:1                                          | —                                            | Отборочные матчи ЧМ-2014                     |                                              |
| 17                                           | 15 октября 2013                              | Северная Ирландия                            | 1:1                                          | —                                            | Отборочные матчи ЧМ-2014                     |                                              |
| 18                                           | 5 марта 2014                                 | Словакия                                     | 1:3                                          | —                                            | Товарищеский матч                            |                                              |
| 19                                           | 28 мая 2014                                  | Мексика                                      | 0:3                                          | —                                            | Товарищеский матч                            |                                              |
| 20                                           | 1 июня 2014                                  | Гондурас                                     | 4:2                                          | 1                                            | Товарищеский матч                            |                                              |
| 21                                           | 10 октября 2014                              | Кипр                                         | 2:1                                          | —                                            | Отборочные матчи ЧЕ-2016                     |                                              |
| 22                                           | 13 октября 2014                              | Андорра                                      | 4:1                                          | —                                            | Отборочные матчи ЧЕ-2016                     |                                              |
| 23                                           | 16 ноября 2014                               | Босния и Герцеговина                         | 3:0                                          | 1                                            | Отборочные матчи ЧЕ-2016                     |                                              |
| 24                                           | 28 марта 2015                                | Уэльс                                        | 0:3                                          | —                                            | Отборочные матчи ЧЕ-2016                     |                                              |
| 25                                           | 31 марта 2015                                | Бельгия                                      | 0:1                                          | —                                            | Отборочные матчи ЧЕ-2016                     |                                              |
| 26                                           | 12 июня 2015                                 | Босния и Герцеговина                         | 1:3                                          | —                                            | Отборочные матчи ЧЕ-2016                     |                                              |
| 27                                           | 3 сентября 2015                              | Андорра                                      | 4:0                                          | 1                                            | Отборочные матчи ЧЕ-2016                     |                                              |
| 28                                           | 6 сентября 2015                              | Уэльс                                        | 0:0                                          | —                                            | Отборочные матчи ЧЕ-2016                     |                                              |
| 29                                           | 10 октября 2015                              | Кипр                                         | 1:2                                          | —                                            | Отборочные матчи ЧЕ-2016                     |                                              |
| 30                                           | 13 октября 2015                              | Бельгия                                      | 1:3                                          | —                                            | Отборочные матчи ЧЕ-2016                     |                                              |
| 31                                           | 31 мая 2016                                  | Сербия                                       | 1:3                                          | 1                                            | Товарищеский матч                            |                                              |
| 32                                           | 5 сентября 2016                              | Италия                                       | 1:3                                          | —                                            | Отборочные матчи ЧМ-2018                     |                                              |
| 33                                           | 6 октября 2016                               | Македония                                    | 2:1                                          | —                                            | Отборочные матчи ЧМ-2018                     |                                              |
| 34                                           | 9 октября 2016                               | Лихтенштейн                                  | 2:1                                          | —                                            | Отборочные матчи ЧМ-2018                     |                                              |
| 35                                           | 12 ноября 2016                               | Албания                                      | 3:0                                          | 1                                            | Отборочные матчи ЧМ-2018                     |                                              |
| 36                                           | 24 марта 2017                                | Испания                                      | 1:4                                          | —                                            | Отборочные матчи ЧМ-2018                     |                                              |
| 37                                           | 6 июня 2017                                  | Молдавия                                     | 1:1                                          | —                                            | Товарищеский матч                            |                                              |
| 38                                           | 11 июня 2017                                 | Албания                                      | 0:3                                          | —                                            | Отборочные матчи ЧМ-2018                     |                                              |

Итого: 38 матчей / 6 голов; 13 побед, 6 ничьих, 19 поражений.

## Вне поля
28 августа 2016 года бывший президент Израиля и лауреат Нобелевской премии мира Шимон Перес
в рамках инициативы своей организации «Центр Переса за мир» в целях содействия сосуществованию назначил Эрана «Послом мира в спорте».

## Достижения

### Командные
«Хапоэль» Тель-Авив
- Чемпион Израиля: 2009/10
- Обладатель Кубка Израиля (2): 2009/10, 2010/11

«Маккаби» Тель-Авив
- Чемпион Израиля (5): 2012/13, 2013/14, 2014/15, 2023/24, 2024/25
- Обладатель Кубка Израиля: 2014/15
- Обладатель Кубка Тото (3): 2014/15, 2023/24, 2024/25
- Обладатель Суперкубка Израиля: 2024

ПСВ
- Обладатель Кубка Нидерландов: 2021/22
- Обладатель Суперкубка Нидерландов: 2021

### Личные
- Футболист года в Израиле (2): 2014, 2015
- Лучший бомбардир чемпионата Израиля (3): 2013/14, 2014/15, 2015/16
- Лучший бомбардир чемпионата Китая (2): 2017, 2019
- Лучший ассистент чемпионата Израиля: 2010/11
- Игрок месяца Эредивизи: март 2022[25]